# Emese Kőhalmi
Emese Kőhalmi (31 de mayo de 2002) es una deportista húngara que compite en piragüismo en las modalidades de aguas tranquilas y maratón.
Ganó cinco medallas en el Campeonato Mundial de Piragüismo entre los años 2021 y 2024, y cuatro medallas en el Campeonato Europeo de Piragüismo entre los años 2022 y 2025.
Además, obtuvo cinco medallas en el Campeonato Mundial de Piragüismo en Maratón entre los años 2021 y 2024.

## Palmarés internacional
| Campeonato Mundial | Campeonato Mundial       | Campeonato Mundial | Campeonato Mundial |
| Año                | Lugar                    | Medalla            | Competición        |
| ------------------ | ------------------------ | ------------------ | ------------------ |
| 2021               | Copenhague (Dinamarca)   | Medalla de oro     | K1 5000 m          |
| 2022               | Halifax (Canadá)         | Medalla de oro     | K1 5000 m          |
| 2024               | Samarcanda (Uzbekistán)  | Medalla de oro     | K1 1000 m          |
| 2024               | Samarcanda (Uzbekistán)  | Medalla de oro     | K1 5000 m          |
| 2024               | Samarcanda (Uzbekistán)  | Medalla de plata   | K4 500 m mixto     |
| Campeonato Europeo |                          |                    |                    |
| Año                | Lugar                    | Medalla            | Competición        |
| 2022               | Múnich (Alemania)        | Medalla de oro     | K2 1000 m          |
| 2022               | Múnich (Alemania)        | Medalla de oro     | K1 5000 m          |
| 2024               | Szeged (Hungría)         | Medalla de oro     | K1 5000 m          |
| 2025               | Račice (República Checa) | Medalla de oro     | K4 500 m           |

| Campeonato Mundial | Campeonato Mundial | Campeonato Mundial | Campeonato Mundial |
| Año                | Lugar              | Medalla            | Competición        |
| ------------------ | ------------------ | ------------------ | ------------------ |
| 2021               | Pitești (Rumania)  | Medalla de oro     | K2                 |
| 2023               | Vejen (Dinamarca)  | Medalla de oro     | K2                 |
| 2024               | Metković (Croacia) | Medalla de oro     | K2                 |
| 2024               | Metković (Croacia) | Medalla de plata   | K1 (DC)            |
| 2024               | Metković (Croacia) | Medalla de bronce  | K1                 |